# Kino MAT
Kino MAT je malé kino na Karlově náměstí v Praze. Funguje od prosince roku 1994 a disponuje 46 místy. Kino promítá z digitálních nosičů ve standardu DCI i z klasických filmových kopií 16mm či 35 mm.

## Činnost
Kino slouží jako sál pro novinářské projekce českých filmů, diskuze a akce pro děti. Přináší i přenosy z operních scén, dokumenty o galeriích a umělcích, dokumenty se sociální tematikou nebo starší české filmy. Kromě promítacího sálu je součástí kina i bistro a bar v přízemí. V domě má Jan Mattlach také svou střižnu. Stříhal zde například film Polojasno natočený k výročí 17. listopadu. Kino MAT dále provozuje také půjčovnu DVD.

## Historie
Kino, a posléze studio MAT založil filmový střihač a člen České filmové a televizní akademie Jan Mattlach, vnuk pražského stavitele Jana Matouška, který rohový dům ve funkcionalistickém slohu na Karlově náměstí postavil, původně pro sebe a pro svou rodinu. Současný interiér kina navrhl architekt Martin Vrátník. Mattlach původně zamýšlel otevřít v domě pouze filmovou hospodu, pro kterou však nenašel vhodného provozovatele. Od vzniku kina MAT je jeho ředitelem Oldřich Zámostný.